# Columbia Metropolitan Airport

i7
i11
i13
Der Columbia Metropolitan Airport (IATA-Code: CAE, ICAO-Code: KCAE) ist der Verkehrsflughafen der amerikanischen Großstadt Columbia, der Hauptstadt des US-Bundesstaates South Carolina.

## Lage und Verkehrsanbindung
Der Columbia Metropolitan Airport befindet sich elf Kilometer südwestlich des Stadtzentrums von Columbia. Der Flughafen liegt dabei im Lexington County, während die Stadt Columbia größtenteils im benachbarten Richland County liegt. Der South Carolina Highway 302 verläuft östlich des Flughafens und verbindet den Flughafen mit der Interstate 26. Zudem verläuft der South Carolina Highway 602 westlich des Flughafens.
Der Columbia Metropolitan Airport wird durch Busse in den Öffentlichen Personennahverkehr eingebunden, die Route 28 der Nahverkehrsgesellschaft The COMET fährt ihn regelmäßig an.

## Geschichte
Der Flughafen wurde im Jahr 1940 oder 1941 als Lexington County Airport eröffnet.
Kurz nach dem Eintritt der Vereinigten Staaten in den Zweiten Weltkrieg kaufte das Kriegsministerium der Vereinigten Staaten den Flughafen, anschließend wurde er als Columbia Army Air Base militärisch genutzt. Nach dem Ende des Zweiten Weltkriegs wurde der Flughafen wieder an das Lexington County übergeben. In den frühen 1950er Jahren errichtete die Stadt Columbia ein neues Passagierterminal auf dem Lexington County Airport. 1962 übernahm der Richland-Lexington Airport District den Betrieb des Flughafens. Im Jahr 1965 wurde ein neues Passagierterminal errichtet. Im Jahr 1997 wurde das Passagierterminal modernisiert.

## Flughafenanlagen

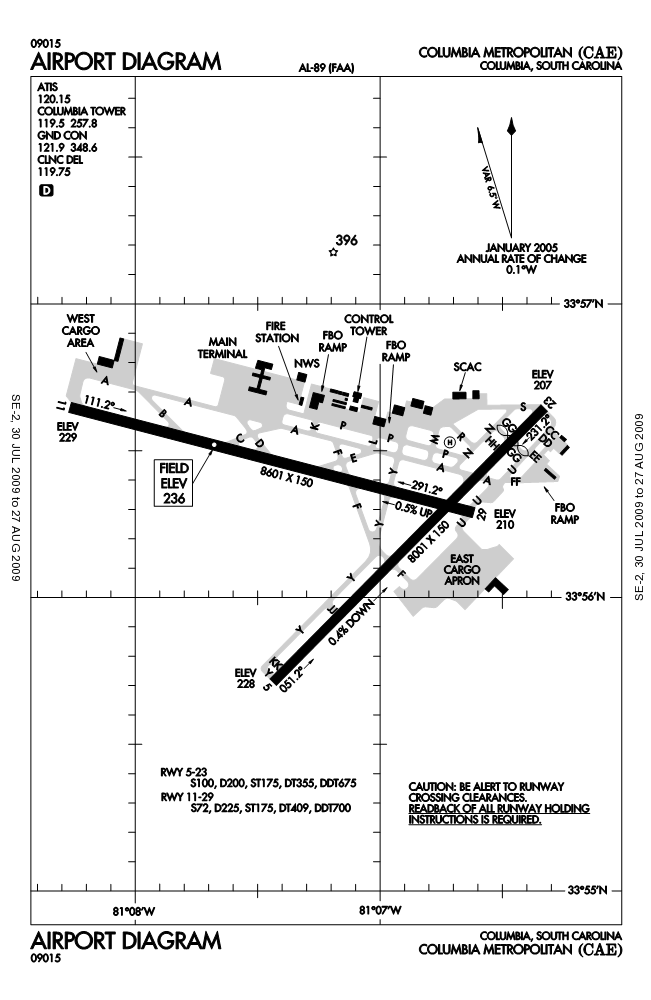
Flughafendiagramm (veraltet)

Der Columbia Metropolitan Airport erstreckt sich über eine Fläche von 890 Hektar.

### Start- und Landebahnen
Der Columbia Metropolitan Airport verfügt über zwei Start- und Landebahnen. Die Start- und Landebahn 11/29 ist 2622 Meter lang und 46 Meter breit, der Belag besteht aus Beton. Die Start- und Landebahn 05/23 ist 2438 Meter lang und 46 Meter breit, der Belag besteht jeweils zum Teil aus Asphalt und Beton.

### Passagierterminal

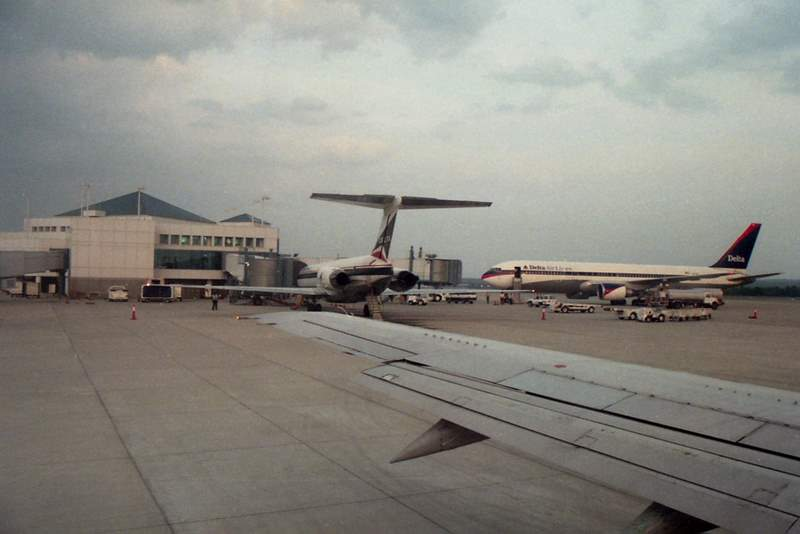
Außenansicht des Passagierterminals im Jahr 1998

Der Columbia Metropolitan Airport verfügt über ein Passagierterminals, dieses liegt an der nördlichen Seite des Flughafengeländes. Es ist mit acht Flugsteigen und neun Fluggastbrücken ausgestattet.

### Frachtterminals
Der United Parcel Service betreibt neben dem Flughafen eine Sortieranlage. Diese ist über eine Brücke mit dem East Cargo Apron verbunden, der von UPS Airlines genutzt wird.
Der West Cargo Apron wird vom Konkurrenten FedEx genutzt.

## Fluggesellschaften und Ziele
Der Columbia Metropolitan Airport wird hauptsächlich von den Fluggesellschaften American/American Eagle, Delta Air Lines, United Express und Silver Airways genutzt.
Bezogen auf die Passagierzahlen kam im Jahr 2021 American Airlines auf einen Marktanteil von 48 Prozent, gefolgt von Delta mit 42 Prozent, United Express mit 9 Prozent und Silver Airways mit einem Prozent.  Es werden acht Ziele in den Vereinigten Staaten angeflogen, bei denen es sich ausschließlich um Drehkreuze der einzelnen Fluggesellschaften handelt.
Daneben wird der Flughafen von den Frachtfluggesellschaften FedEx, Martinaire, Mountain Air Cargo und UPS Airlines genutzt. Der Columbia Metropolitan Airport war von 1994 bis 1997 der Heimatflughafen der Billigfluggesellschaft Air South.

## Verkehrszahlen
| Jahr | Fluggastaufkommen | Luftfracht (Tonnen) (mit Luftpost) | Flugbewegungen |
| ---- | ----------------- | ---------------------------------- | -------------- |
| 2021 | 870.806           | –                                  | -              |
| 2020 | 577.187           | –                                  | -              |
| 2019 | 1.353.788         | 69.123                             | -              |
| 2018 | 1.197.603         | 61.992                             | -              |
| 2017 | 1.077.188         | 60.197                             | -              |
| 2016 | 1.132.329         | 60.069                             | -              |
| 2015 | 1.102.011         | 56.665                             | -              |
| 2014 | 1.034.902         | 56.245                             | -              |
| 2013 | 1.018.883         | 56.718                             | -              |
| 2012 | 1.014.749         | 59.527                             | -              |
| 2011 | 996.158           | 59.617                             | -              |
| 2010 | 1.003.375         | 62.607                             | -              |
| 2009 | 1.051.348         | 66.684                             | -              |
| 2008 | 1.149.682         | 92.428                             | 84.438         |
| 2007 | 1.234.547         | 105.651                            | 98.674         |
| 2006 | 1.289.667         | 107.071                            | 98.239         |
| 2005 | 1.462.933         | 113.287                            | 108.292        |
| 2004 | 1.247.862         | 118.234                            | 114.463        |
| 2003 | 1.004.680         | 115.624                            | 112.575        |
| 2002 | 996.237           | 109.358                            | 116.194        |
| 2001 | 1.064.547         | 116.623                            | 123.504        |
| 2000 | 1.201.524         | -                                  | 129.886        |

### Verkehrsreichste Strecken
| Rang | Stadt                                 | Passagiere | Fluggesellschaft                 |
| ---- | ------------------------------------- | ---------- | -------------------------------- |
| 01   | Atlanta, Georgia                      | 241.020    | Delta                            |
| 02   | Charlotte, North Carolina             | 130.830    | American Eagle                   |
| 03   | Dallas/Fort Worth, Texas              | 78.470     | American/American Eagle          |
| 04   | Washington–National, Washington, D.C. | 41.880     | American Eagle                   |
| 05   | Washington–Dulles, Washington, D.C.   | 39.120     | United Express                   |
| 06   | Chicago–O’Hare, Illinois              | 38.460     | United Express                   |
| 07   | Philadelphia, Pennsylvania            | 32.460     | American Eagle                   |
| 08   | New York-LaGuardia, New York          | 28.550     | American Eagle, Delta Connection |
| 09   | Houston–Intercontinental, Texas       | 6.000      | United Express                   |
| 10   | Miami, Florida                        | 570        | American Eagle                   |

## Zwischenfälle
- Am 19. September 2008 überrollte ein Learjet 60 (Luftfahrzeugkennzeichen N999LJ) der Global Exec Aviation während des Starts zu einem Flug zum Van Nuys Airport (Kalifornien) das Ende der Startbahn. Das Flugzeug rollte anschließend durch den Flughafenzaun, überquerte den South Carolina Highway 302, kam an einer Böschung zum Stehen und brannte aus. Beide Piloten und zwei der vier Passagiere kamen ums Leben. Bei den Überlebenden handelte es sich um den Disc Jockey Adam Goldstein und Travis Barker, den Schlagzeuger der Punk-Band blink-182.[15] Ermittlungen ergaben unter anderem, dass der Pilot aufgrund mehrerer geplatzter Reifen versucht hatte, den Start abzubrechen, obwohl das Flugzeug die Entscheidungsgeschwindigkeit schon überschritten hatte (siehe auch Flugunfall eines Learjet 60 auf dem Columbia Metropolitan Airport 2008).[16][17]